# Championnats d'Europe de kayak-polo 2013
Navigation
Édition précédente Édition suivante
Les 10es championnats d'Europe de kayak-polo de 2013 se sont déroulés du 22 au 25 août 2013 à Poznań en Pologne.

## Tableau récapitulatif des médailles
| Catégorie      | Médaille d'or | Médaille d'argent | Médaille de bronze |
| -------------- | ------------- | ----------------- | ------------------ |
| Séniors Hommes | Allemagne     | Italie            | Espagne            |
| Séniors Femmes | Allemagne     | Grande-Bretagne   | Pays-Bas           |
| Espoirs Hommes | France        | Allemagne         | Pologne            |
| Espoirs Femmes | Allemagne     | France            | Pologne            |

## Classements finaux
| Médaille d'or      | Allemagne       |
| Médaille d'argent  | Italie          |
| Médaille de bronze | Espagne         |
| 4.                 | Pays-Bas        |
| 5.                 | France          |
| 6.                 | Suisse          |
| 7.                 | Grande-Bretagne |
| 8.                 | Irlande         |
| 9.                 | Pologne         |
| 10.                | Danemark        |
| 11.                | Belgique        |
| 12.                | Suède           |
| 13.                | Portugal        |
| 14.                | Hongrie         |
| 15.                | Russie          |
| 16.                | Finlande        |
| 17.                | Lituanie        |

| Médaille d'or      | Allemagne       |
| Médaille d'argent  | Grande-Bretagne |
| Médaille de bronze | Pays-Bas        |
| 4.                 | France          |
| 5.                 | Pologne         |
| 6.                 | Espagne         |
| 7.                 | Suisse          |
| 8.                 | Danemark        |
| 9.                 | Russie          |
| 10.                | Suède           |

| Médaille d'or      | France             |
| Médaille d'argent  | Allemagne          |
| Médaille de bronze | Pologne            |
| 4.                 | Danemark           |
| 5.                 | Russie             |
| 6.                 | Italie             |
| 7.                 | Espagne            |
| 8.                 | Hongrie            |
| 9.                 | Grande-Bretagne    |
| 10.                | Belgique           |
| 11.                | Pays-Bas           |
| 12.                | Portugal           |
| 13.                | Suisse             |
| 14.                | Suède              |
| 15.                | République Tchèque |

| Médaille d'or      | Allemagne          |
| Médaille d'argent  | France             |
| Médaille de bronze | Pologne            |
| 4.                 | Italie             |
| 5.                 | République Tchèque |